# Robledo Puch
Pour les articles homonymes, voir Puch (homonymie).
 (juin 2011).
Si vous disposez d'ouvrages ou d'articles de référence ou si vous connaissez des sites web de qualité traitant du thème abordé ici, merci de compléter l'article en donnant les références utiles à sa vérifiabilité et en les liant à la section « Notes et références ».
Carlos Eduardo Robledo Puch (né le 19 janvier 1952 à Buenos Aires en Argentine) est un tueur en série argentin, surnommé « l'ange de la mort » ou encore « l'ange noir ». Il est incarcéré pour onze meurtres, une tentative de meurtre, dix-sept agressions, un viol, une tentative de viol, une agression sexuelle, deux enlèvements et deux vols.
Condamné à perpétuité en 1980, il est enfermé à la prison de haute sécurité de Sierra Chica, près de la ville d'Olavarría. En juillet 2000, il pouvait prétendre à la liberté conditionnelle ; cependant, il n'a pas désiré en bénéficier.
Le 27 mai 2008, Puch demande à être libéré sur parole. Le juge rejette sa requête, considérant qu'il est toujours une menace pour la société.
En 2018, Luis Ortega lui consacre un film biographique : L'Ange (El Ángel).

## Articles de presse
- (es) Alvaro Abós, « Robledo Puch: el ángel negro », La Nacion,‎ 5 mars 2006 (lire en ligne, consulté le 14 septembre 2008)
- (es) Rolando Barbano, « Robledo Puch: el asesino que no quiere quedar libre », Clarín,‎ 26 mai 2004 (lire en ligne, consulté le 14 septembre 2008)